# Тевтонія (студентська корпорація)
Тевто́нія (нім. Teutonia) — єдина студентська корпорація в Російській імперії, що складалася з вихідців німецьких поселень. Вона існувала в Дерптському/ Юр'ївському університеті у 1908-1918 роках. У роки Першої світової війни, з червня 1915 до березня 1917 року, Тевтонія перебувала під забороною.

## Колір та девіз
ЇЇ девізом було: «Непохитний та вірний» ("Fest und Treu"), герб був світло-зеленого, білого та рожевого кольорів.

## Історія
Дерптський/ Юр'ївський університет зіграв визначну роль у формуванні національної еліти російських німців; останні відносилися в переважній більшості до селянського стану, а саме до поселян-власників (колишніх колоністів).
З кінця XIX століття в університеті навчалося все більше і більше студентів з причорноморських, бессарабських, волинських, поволзьких та ін. німецьких поселень, що в кінцевому підсумку призвело до формування єдиної в Росії «класичної» академічної студентської організації з їх лав.  17 лютого 1908 року шість членів-засновників створили «Товариство німців-південців». Через кілька місяців, 4 грудня, Товариство було перетворено в корпорацію.
Подібно до студентських об’єднань інших народів Російської імперії, нечисленні інтелектуали з колоній-поселень намагалися пробудити національну самосвідомість своїх співвітчизників, культивувати німецьку мову та культуру, підготувати себе до «служіння народу та Батьківщині». 9 квітня 1912 року Міністр внутрішніх справ підтвердив статут корпорації, а офіційний прийом в же існуючий Chargierten Covent – Ch! C! (нім., збори виборних) відбувся 23 листопада цього ж року. В цілому встановлено 67 членів Тевтонії. Майже всі належали до селянського стану (поселяни); тільки сім з них відносилися до інших станів. У регіональному розрізі 18 корпорантів були родом з Бессарабії, 23 з інших причорноморських губерній, 11 з Закавказзя, десять з Саратовської і Самарської губерній, 4 з Волині й Поділля, та один з Ліфляндії. Найбільш популярною навчальною дисципліною була медицина (вивчалася 28 членами корпорації), за якою йшло богослов’я (22) та право (9). Лише дуже небагато студентів вивчали хімію (4), історико-філологічні (2) або сільськогосподарські науки (1), математику (1).
На початку 1915 року в Тевтонії налічувалося 29 діючих та 15 т.зв. змагальних членів. Студенти старших курсів, які навчалися на медиків, у період Першої світової війни в своїй більшості пішли служити зауряд-лікарями в діючу армію; серед них були поранені й убиті в боях проти Німеччини та її союзників. На початку червня 1915 року, в розпал війни, це студентське співтовариство було розпущено. Після Лютневої революції 1917 року нечисельні бурши, які залишилися в університеті, почали відроджувати корпорацію; тільки 24 лютого 1918 року вони повідомили до Конвенту Шаржированих, що Тевтонія знову офіційно існує. У зв’язку з суспільно-політичними потрясіннями, перш за все пов’язаними з захопленням влади в країні більшовиками та боротьбою за створення незалежної Естонської держави, діяльність відродженої Тевтонії тривали лише кілька місяців. 
Деякі студенти, які емігрували до Німеччини після більшовицького перевороту, але перш за все ті, які навчалися в балтійських гімназіях або їх випускники, заснували 13 червня 1919 року в Тюбінгенському університеті організацію, яка деякою мірою вважається наступником Дерптської/ Юр'ївської корпорації: "Verein Deutscher Studierender Kolonisten" (Союз німецьких студентів-колоністів), який проіснував до 1933 року.

## Деякі відомі корпоранти
- Густав Бірт (1887-1937) [10] – лютеранський пастор в Україні, заарештований у 1934 році, покарання відбував у Білбалтлаг НКВД у Карелії, де і був у 1937 році розстріляний.
- Олександр Геннинг (1892-1974)[11] – радянськонімецький літературний критик.
- Проф. др. Еммануіл Кох (1887-1942)[12] – видатний хірург в Одесі, який був у 1937 році заарештований і пізніше розстріляний в одному з колимських таборів.
- Проф. др. Едуард Штейнванд (1890-1960)[13] – лютеранський пастор в Криму і на Півдні Росії, останні роки життя викладав теологію в Ерлангенському університеті.